# Жиденко, Игорь Григорьевич
Игорь Григорьевич Жиденко (укр. Ігор Григорович Жиденко; род. 19 января 1966, Днепропетровск) — украинский политик и юрист. Народный депутат Украины V созыва от Блока Юлии Тимошенко. Член Центральной избирательной комиссии Украины (с 1 июня 2007).

## Биография
Среднее образование получил в СОШ № 28 в Днепропетровске. После окончания Днепропетровского радиоприборо-строительного техникума в 1985—1987 годах был призван в Советскую Армию.
После армии обучался в Харьковском юридическом институте имени Феликса Эдмундовича Дзержинского по специальности «Правоведение».
Трудовую деятельность начал как следователь райотдела МВД Днепропетровска.
В 1994—1995 годах работал юрисконсультом банка «Новый» в Днепропетровске, в 1995—1996 годах — на той же должности в ООО "Консалтинговая фирма «Тригон».
С мая 1996 по сентябрь 1998 года был сотрудником юридического департамента Единые энергетические системы Украины.
После упадка ЕЭСУ в 1998 году занялся юридической практикой в адвокатской фирме «Федоровский и партнеры».
С января 2001 по март 2006 года работал старшим юрисконсультом в ООО «Фирма „Беютага“» (гранитный карьер).

## Парламентская деятельность
Избран народным депутатом V созыва с 25 мая 2006 по 15 июня 2007 в партийном списке «Блока Юлии Тимошенко» под № 130.
15 июня 2007 досрочно сложил свои полномочия во время массового сложения мандатов депутатами-оппозиционерами с целью проведения внеочередных выборов в Верховную раду.
Накануне 1 июня 2007 года Верховная рада назначила Игоря Жиденко на должность члена Центральной избирательной комиссии Украины.